# Crantzia spectabilis
Crantzia spectabilis är en tvåhjärtbladig växtart som först beskrevs av Wiehler, L.E. Skog och Julian Alfred Steyermark, och fick sitt nu gällande namn av J.L. Clark. Crantzia spectabilis ingår i släktet Crantzia och familjen Gesneriaceae. Inga underarter finns listade i Catalogue of Life.